# Quantez Robertson
Quantez Robertson (Cincinnati, Ohio, 16 de diciembre de 1984), es un exjugador de baloncesto estadounidense que desarrolló toda su carrera profesional en los Skyliners Frankfurt de la Basketball Bundesliga. Con 1,88 jugaba en la posición de escolta.

## Profesional
Jugador formado en los Auburn Tigers, llegó en 2009 a Alemania para jugar en las filas de los Skyliners Frankfurt.
En 2016, logra ser campeón de la FIBA Europe Cup[cita requerida], en la última edición del torneo de clubes realizado por la FIBA, el equipo alemán supera al Pallacanestro Varese en una emocionante final, así el Fraport Skyliners consigue su primer título internacional y con Quantez siendo nombrado MVP de la Final Four[cita requerida].